# Programa Nacional de Acción para la Adaptación
El Programa Nacional de Acción para la Adaptación (National Adaptation Programme of Action, NAPA) es una iniciativa que busca apoyar a los países menos desarrollados en la implementación de medidas urgentes para adaptarse a los desafíos del cambio climático. Estos planes, presentados a la Convención Marco de las Naciones Unidas sobre el Cambio Climático (CMNUCC), describen las necesidades más urgentes e inmediatas de cada país para enfrentar los impactos climáticos. 
Estos planes no incluyen investigaciones originales, sino que se basan en información existente y destacan proyectos prioritarios destinados a abordar las necesidades identificadas. Los NAPA complementan a los Planes Nacionales de Adaptación (National Adaptation Plans, NAP), que ofrecen una perspectiva a largo plazo para planificar y atender futuros desafíos relacionados con el cambio climático.

## Creación y propósito de los NAPA
En 2001, la Conferencia de las Partes (COP) aplicó el artículo 4.9 de la Convención y creó un programa para ayudar a los países menos desarrollados (PMA) a enfrentar el cambio climático, dado que son particularmente vulnerables. Este programa incluye los NAPA, que son planes nacionales de acción para la adaptación. Además, se estableció un fondo para financiar estos planes y un grupo de expertos que brinda apoyo técnico a los PMA.
Los Programas Nacionales de Adaptación (NAPA) son un conjunto de pasos que ayudan a los países menos desarrollados a identificar las actividades más importantes que necesitan para adaptarse al cambio climático. Estos programas permiten identificar las actividades más urgentes, ya que esperar más podría aumentar su vulnerabilidad y los costos asociados. Además, los NAPA incluyen un sistema para evaluar el progreso, lo que proporciona información útil para mejorar la adaptación en el futuro.
Los planes se fundamentan en la información de las comunidades locales, que son las más afectadas por el cambio climático y juegan un papel clave en este proceso. Los NAPA sirven como guía para diferentes niveles, como municipios y gobernaciones, e involucran a gobiernos, comunidades indígenas, organizaciones privadas y ONG. Están diseñados para ser claros y fáciles de entender tanto para los responsables de la toma de decisiones como para el público en general.
La principal diferencia entre el NAPA y otro proceso llamado PNAD es que el PNAD busca crear un sistema más detallado para integrar la adaptación al cambio climático en la planificación nacional de forma continua. Este proceso se basa en lo aprendido del NAPA y tiene como objetivo mejorar la participación de hombres y mujeres en la toma de decisiones, asegurando que nadie se quede atrás y que las comunidades sean más fuertes frente a los cambios climáticos, logrando así una mejor adaptación y un desarrollo más equitativo.

## Avances y áreas prioritarias
En diciembre de 2017, 51 países habían completado y enviado sus NAPA a la secretaría. El documento de la NAPA incluye una lista de actividades y proyectos prioritarios que estos países consideran esenciales para adaptarse al cambio climático, junto con descripciones breves de cada actividad. Las áreas más destacadas en las NAPA son la agricultura y la seguridad alimentaria, la gestión del agua, las zonas costeras, así como la alerta temprana y la gestión de desastres. La mayoría de los países menos desarrollados (PLD) están avanzando en la implementación de sus NAPA.

## Financiamiento y apoyo
Una vez que un país presenta su NAPA, puede solicitar financiación del Fondo de los Países Menos Desarrollados (LDCF), que es administrado por el Fondo Mundial para el Medio Ambiente (GEF, acrónimo en inglés). Para acceder a esta financiación, el país debe preparar un documento inicial y solicitar ayuda a una agencia del GEF para completar un formulario y presentar una propuesta de proyecto. Esta agencia colabora estrechamente con el país en cada etapa del proceso y lo apoya en la ejecución del proyecto.

## Implementaciones

### Bangladesh
El Programa de Acción Nacional de Adaptación (NAPA) para Bangladesh fue creado por el Ministerio de Medio Ambiente y Bosques del Gobierno de Bangladesh como respuesta a una decisión tomada en una importante reunión de las Naciones Unidas sobre el cambio climático. Para desarrollar este programa, se siguieron pautas generales establecidas en una guía específica. Un Comité Directivo, encabezado por el Secretario del Ministerio de Medio Ambiente y Bosques, supervisó todo el proceso y estuvo compuesto por miembros de otros ministerios y agencias clave, incluido el Ministerio de Finanzas y Planificación. El enfoque principal del NAPA se basa en los objetivos de desarrollo sostenible del país, reconociendo la necesidad de abordar los problemas ambientales y gestionar los recursos naturales con la participación activa de diversas partes interesadas. Muchas personas contribuyeron a la elaboración del NAPA, incluyendo políticos, representantes locales, científicos, académicos, profesores, abogados, médicos, grupos étnicos, medios de comunicación, ONG y mujeres indígenas.

### Camboya
En Camboya, se han identificado varios riesgos climáticos, que incluyen inundaciones repentinas, intrusión de agua salada, inundaciones en áreas costeras, sequías, tormentas intensas y marejadas ciclónicas. Estos peligros pueden tener consecuencias graves, como la disminución de la producción agrícola, escasez de agua y un aumento en los problemas de salud. Para enfrentar estos desafíos, se están implementando políticas de adaptación y gestión de riesgos climáticos a nivel nacional. Los principales beneficiarios son las agencias gubernamentales y otros actores que buscan mejorar sus capacidades para proteger a las comunidades urbanas y rurales en riesgo. Entre las organizaciones involucradas se encuentran el Gobierno de Camboya, el Programa de las Naciones Unidas para el Desarrollo (PNUD) y el Fondo Global para el Medio Ambiente (GEF).

### Perú
El Programa de Apoyo a País para la implementación del NAP en Perú (NAP Perú) tiene como objetivo facilitar la ejecución del Plan Nacional de Adaptación, que busca mejorar cómo el país se adapta al cambio climático. Para lograr esto, el programa se centra en fortalecer las capacidades de las personas y organizaciones en Perú que están interesadas en monitorear, evaluar y aprender sobre los avances y resultados de la adaptación al cambio climático. Este programa recibe financiamiento del Gobierno de los Estados Unidos, a través de la Red Global del Plan Nacional de Adaptación, y es administrado por el Instituto Internacional para el Desarrollo Sostenible (IISD).